# Xã Fermanagh, Quận Juniata, Pennsylvania
Xã Fermanagh (tiếng Anh: Fermanagh Township) là một xã thuộc quận Juniata, tiểu bang Pennsylvania, Hoa Kỳ. Năm 2010, dân số của xã này là 2.811 người.